# Serie A2 1989-1990 (pallavolo maschile)

Il Gividì Milano, vincitore dell'edizione

La Serie A2 maschile FIPAV 1989-90 fu la 13ª edizione della manifestazione organizzata dalla FIPAV.

## Regolamento
Le 16 squadre partecipanti disputarono un girone unico con partite di andata e ritorno. Le prime tre classificate al termine della regular season furono promosse in Serie A1, mentre quelle che terminarono il campionato tra il 13º e il 16º posto retrocessero in Serie B.

## Avvenimenti
Il campionato ebbe inizio l'8 ottobre e si concluse il 29 aprile con le promozioni di Gividì Milano, Sanyo Agrigento e Galileo Transcoop STC Reggio Emilia.

## Le squadre partecipanti
Le squadre partecipanti passarono da 20 a 16 e fu utilizzata la formula del girone unico. La Sanyo Agrigento era la squadra proveniente dalla Serie A1, mentre Capurso Gioia del Colle, Jokey Schio, Sauber Bologna e Tomei Livorno erano le neopromosse dalla B. Il Gividì Brugherio spostò la sua sede a Milano assumendo la denominazione di Gividì Milano, mentre alla rinuncia di Pordenone sopperì il ripescaggio della Pallavolo Belluno.
| Squadra                             | Stagioni in Serie A2 | Allenatore          | Campo di gioco                           |
| ----------------------------------- | -------------------- | ------------------- | ---------------------------------------- |
| Ado Udine                           | 7                    | Alojzy Swiderek     | PalaBenedetti di Udine                   |
| Brondi Asti                         | 4                    | Todor Simov         | Palasport di Asti                        |
| Capurso Gioia del Colle             | 1                    | Donato Radogna      | Palasport di Gioia del Colle, BA         |
| Ce.Di.Sa. Salerno                   | 7                    | Raúl Lozano         | PalaTulimeri di Salerno                  |
| Codyeco Santa Croce                 | 9                    | Gianfranco Astolfi  | PalaParenti di Santa Croce sull'Arno, PI |
| Conad Prato                         | 2                    | Mario Mattioli      | Palasport San Paolo di Prato             |
| Famila Città di Castello            | 3                    | Fausto Polidori     | Palasport di Città di Castello, PG       |
| Galileo Transcoop STC Reggio Emilia | 5                    | Claudio Piazza      | PalaBigi di Reggio Emilia                |
| Gividì Milano                       | 2                    | Giuseppe Iaccarini  | PalaLido di Milano                       |
| Ipersidis Jesi                      | 5                    | Lamberto Giordani   | PalaTriccoli di Jesi, AN                 |
| Jokey Schio                         | 1                    | Loris Pozza         | PalaCampagnola di Schio, VI              |
| Pallavolo Belluno                   | 6                    | Giuseppe Bassanello | Palasport di Longarone, BL               |
| Sanyo Agrigento                     | 2                    | Massimo Barbolini   | PalaNicosia di Agrigento                 |
| Sauber Bologna                      | 3                    | Andrea Nannini      | PalaDozza di Bologna                     |
| Siap Brescia                        | 4                    | Carlos Cabeza       | Palasport San Filippo di Brescia         |
| Tomei Livorno                       | 4                    | Roberto Montagnani  | PalaMacchia di Livorno                   |

## Classifica
| Pos. | Squadra                             | Pt | G  | V  | P  | SV | SP |
| ---- | ----------------------------------- | -- | -- | -- | -- | -- | -- |
| 1.   | Gividì Milano                       | 48 | 30 | 24 | 6  | 81 | 35 |
| 2.   | Sanyo Agrigento                     | 40 | 30 | 20 | 10 | 71 | 40 |
| 3.   | Galileo Transcoop STC Reggio Emilia | 38 | 30 | 19 | 11 | 67 | 42 |
| 4.   | Ce.Di.Sa. Salerno                   | 36 | 30 | 18 | 12 | 64 | 43 |
| 5.   | Siap Brescia                        | 36 | 30 | 18 | 12 | 66 | 53 |
| 6.   | Jokey Schio                         | 36 | 30 | 18 | 12 | 61 | 53 |
| 7.   | Tomei Livorno                       | 32 | 29 | 16 | 13 | 64 | 53 |
| 8.   | Brondi Asti                         | 32 | 29 | 16 | 13 | 52 | 51 |
| 9.   | Famila Città di Castello            | 32 | 30 | 16 | 14 | 55 | 55 |
| 10.  | Capurso Gioia del Colle             | 28 | 30 | 14 | 16 | 56 | 62 |
| 11.  | Codyeco Santa Croce                 | 28 | 30 | 14 | 16 | 59 | 59 |
| 12.  | Ipersidis Jesi                      | 28 | 29 | 14 | 15 | 52 | 52 |
| 13.  | Sauber Bologna                      | 18 | 29 | 9  | 20 | 35 | 68 |
| 14.  | Pallavolo Belluno                   | 16 | 30 | 8  | 22 | 39 | 77 |
| 15.  | Conad Prato                         | 14 | 30 | 7  | 23 | 42 | 76 |
| 16.  | Ado Udine                           | 14 | 30 | 7  | 23 | 33 | 78 |

## Risultati

### Tabellone
|                   | Agrigento | Asti | Belluno | Bologna | Brescia | Milano | Città di Castello | Gioia del Colle | Jesi | Livorno | Prato | Reggio Emilia | Salerno | Santa Croce | Schio | Udine |
| ----------------- | --------- | ---- | ------- | ------- | ------- | ------ | ----------------- | --------------- | ---- | ------- | ----- | ------------- | ------- | ----------- | ----- | ----- |
| Agrigento         | XXX       | 3-0  | 3-2     | 3-0     | 3-1     | 0-3    | 3-0               | 3-0             | 3-1  | 3-1     | 3-0   | 3-0           | 3-0     | 3-0         | 1-3   | 3-0   |
| Asti              | 3-2       | XXX  | 3-1     | 3-1     | 3-1     | 3-2    | 3-0               | 3-2             | 3-0  | 3-1     | 3-0   | 3-0           | 0-3     | 3-1         | 3-0   | 3-0   |
| Belluno           | 0-3       | 0-3  | XXX     | 1-3     | 1-3     | 3-2    | 3-2               | 3-1             | 1-3  | 1-3     | 3-0   | 0-3           | 2-3     | 3-2         | 1-3   | 3-0   |
| Bologna           | 0-3       | -    | 3-1     | XXX     | 1-3     | 0-3    | 0-3               | 3-1             | 0-3  | 3-0     | 3-1   | 3-1           | 0-3     | 3-1         | 0-3   | 3-0   |
| Brescia           | 3-1       | 3-0  | 3-0     | 3-1     | XXX     | 2-3    | 3-0               | 2-3             | 3-2  | 2-3     | 3-1   | 3-1           | 3-1     | 3-2         | 3-1   | 3-0   |
| Milano            | 3-1       | 3-0  | 3-1     | 3-0     | 3-1     | XXX    | 3-1               | 2-3             | 3-0  | 2-3     | 3-0   | 3-2           | 3-1     | 3-0         | 1-3   | 3-0   |
| Città di Castello | 0-3       | 3-0  | 3-1     | 3-1     | 1-3     | 1-3    | XXX               | 3-1             | 3-1  | 3-2     | 3-1   | 1-3           | 3-0     | 3-1         | 3-0   | 3-0   |
| Gioia del Colle   | 1-3       | 3-2  | 3-1     | 3-0     | 3-0     | 0-3    | 3-1               | XXX             | 3-0  | 3-2     | 1-3   | 3-0           | 3-2     | 3-2         | 3-0   | 2-3   |
| Jesi              | 3-2       | 3-0  | 3-0     | 3-0     | 3-2     | 1-3    | 3-0               | 0-3             | XXX  | 3-0     | 3-1   | 0-3           | 2-3     | 3-0         | 3-0   | 3-1   |
| Livorno           | 3-2       | 3-0  | 3-0     | 3-2     | 3-1     | 2-3    | 3-0               | 3-0             | -    | XXX     | 2-3   | 3-0           | 0-3     | 3-1         | 2-3   | 3-1   |
| Prato             | 2-3       | 3-1  | 2-3     | 2-3     | 2-3     | 0-3    | 1-3               | 3-0             | 3-1  | 0-3     | XXX   | 3-2           | 1-3     | 1-3         | 2-3   | 3-0   |
| Reggio Emilia     | 3-1       | 3-0  | 3-1     | 3-0     | 3-0     | 2-3    | 3-0               | 3-2             | 3-0  | 3-1     | 3-1   | XXX           | 3-0     | 3-1         | 3-0   | 3-0   |
| Salerno           | 3-0       | 3-0  | 3-0     | 3-0     | 3-0     | 3-0    | 0-3               | 3-0             | 3-0  | 1-3     | 3-1   | 0-3           | XXX     | 3-1         | 3-0   | 3-0   |
| Santa Croce       | 1-3       | 3-1  | 3-0     | 3-1     | 1-3     | 2-3    | 3-0               | 3-0             | 3-0  | 3-2     | 3-0   | 3-1           | 3-2     | XXX         | 3-2   | 3-0   |
| Schio             | 3-1       | 3-0  | 3-0     | 3-0     | 1-3     | 0-3    | 2-3               | 3-1             | 3-2  | 3-1     | 3-1   | 3-1           | 3-1     | 3-1         | XXX   | 3-1   |
| Udine             | 1-3       | 1-3  | 2-3     | 3-1     | 3-0     | 0-3    | 2-3               | 3-2             | 0-3  | 1-3     | 3-1   | 1-3           | 3-2     | 1-3         | 3-1   | XXX   |